# 오퍼레이션 플래시포인트: 드래곤 라이징
《오퍼레이션 플래시포인트: 드래곤 라이징》(Operation Flashpoint: Dragon Rising)은 2009년 코드마스터즈가 개발하고 배급한 전술 슈팅 비디오 게임이다. 보헤미아 인터렉티브가 제작한 《오퍼레이션 플래시포인트》의 후속작이나 코드마스터즈가 단독으로 개발하였다. 후속작인 《오퍼레이션 플래시포인트: 레드 리버》가 2011년 출시되었다.